# Viking művészet
A vikingek művészetének gyökerei visszavezetnek a vaskorban élt kelták és a közép-ázsiai sztyeppek lovasnépeinek művészetéhez. A keltáktól tanulták a vonalornamentika alkalmazását, a sztyeppék népeitől pedig a stilizált állatábrázolást.

## Ornamentika és ábrázolóművészet

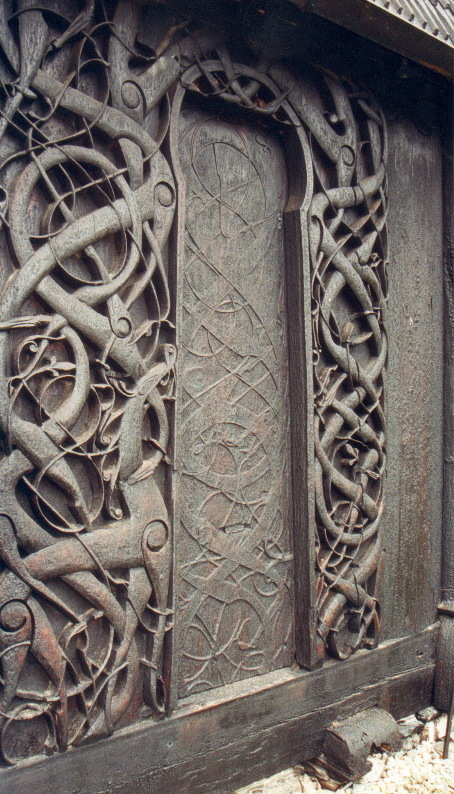
Az urnesi fatemplom bejárata

A skandinávok, a többi germán néphez hasonlóan, vonzódtak az állatornamentikához, és a déli germán népeknél sokkal tovább alkalmazták. A viking kor kezdetére, a 9. századra a vonalak annyira tekervényesek, szeszélyesek lettek, művészetük annyira kifinomult, hogy megjelentek a hanyatlás, a fejlődésképtelenség jelei. Ekkor találkoztak a viking mesterek a Karoling-kor művészetével és benne az állatok realista ábrázolásával. Ennek hatására művészetük megújult, megjelent egy eddig ismeretlen motívum, amit a kutatók a „markoló vadállat” néven ismernek. A korábbi túlzott kifinomultságot felváltotta a gátlástalan életerő, az erőteljes kifejezésmód. Karoling hatásra jelentek meg az első növényi ábrázolások is; előszeretettel alkalmazták az indamotívumokat ékszereiken.
Az Írországgal fenntartott szoros kapcsolat hatására a későbbiekben a kedvelt állatfigurát már szalagszerűen ábrázolták. A Kékfogú Harald által állíttatott rúnakövön látható jellingi nagy oroszlán frank befolyásról árulkodik. Ez jelentette a későbbiekben a viking díszítőművészet vezérmotívumát. A művészek egyre szívesebben használtak növényi díszítést, amely akantuszlevelekből és levélkötegekből állt. A finoman kanyargó faragványokat fellelhetjük hajóik díszítésein éppúgy, mint épületeik, fatemplomaik homlokzatán. 
A figurális művészet témáját a mítoszokból és a mondákból merítették. Az osebergi hajó testét faragott domborművek ékesítették, amelyek a mítoszokból ismert állatokat ábrázoltak. A gotlandi faragott vagy festett képes köveken az Eddából ismert jeleneteket, harci jeleneteket vagy hajókat ábrázoló képeket találtak. Brémai Ádám tanúsága szerint az uppsalai pogány templomban nagyméretű, fából faragott szobrok álltak. Sok istent ábrázoló, amulettként szolgáló szobrocskát készítettek fémből, borostyánkőből. Valószínű, bár nem bizonyított, hogy a mitológiai jelenetek mellett élő vagy nemrég elhunyt személyek tetteit is ábrázolták.

### A rúnakövek

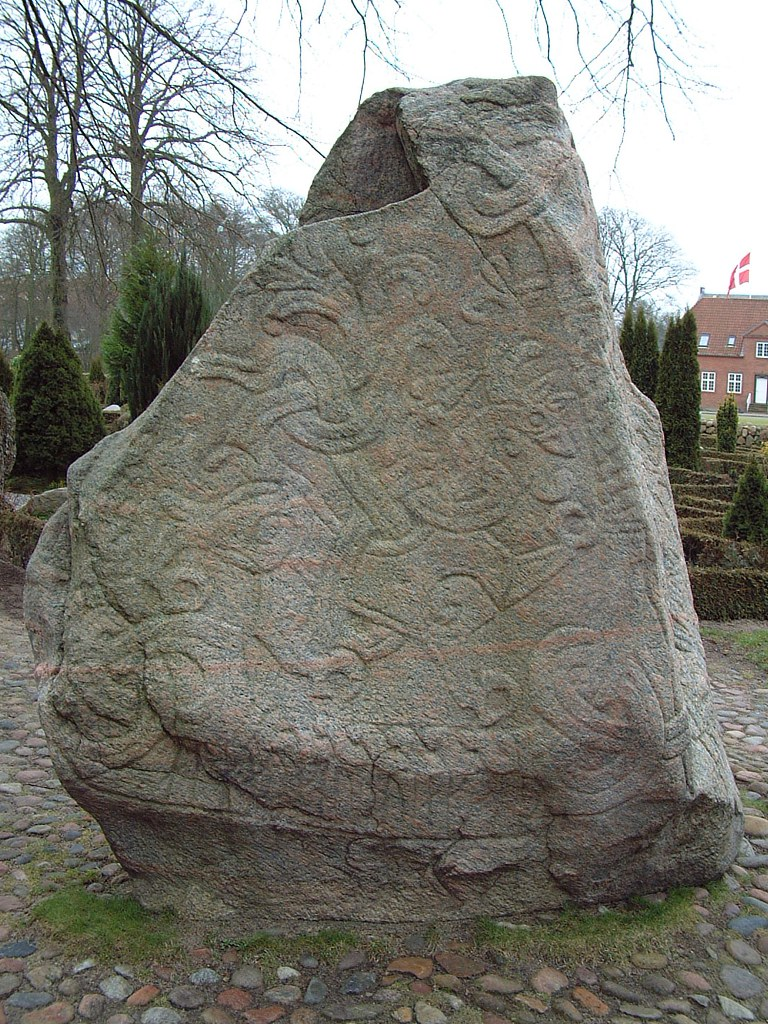
Kékfogú Harald rúnaköve: A jellingi nagy oroszlán

Szigurd királyfi ledöfi a Fafnir sárkányt: a viking művészet kedves témája. A Hylestadti templom fafaragású kapuján is meg van örökítve.

A viking művészeti alkotások különálló csoportját alkotják a Skandináviában szinte mindenhol fellelhető rúnakövek, amelyek a kutatók számára a legközvetlenebb források a vikingek életmódjának, gondolkodásmódjának megismeréséhez. A rúnákat már évszázadok óta ismerték, hiszen a 24 jelből álló ősi, ma futharknak nevezett rúnaábécét a germánok a Kr. e. 2 században alkották meg. A viking korban ezt a „hosszú” rúnasort fokozatosan egy 16 jelből álló „rövid” rúnasor váltotta fel, így egy rúnajel több hangot jelölt. 
A rúnafeliratokból a kiemelkedő személyiségek életéről szerezhetünk adatokat. Állítottak rúnakövet királyok, nemzetségfők, harcosok emlékére éppúgy, mint a közösségért végzett munka dicséretére. A leghíresebb kövek Jellingben találhatóak, az egyiket Gorm király állíttatta feleségének, Thyrinek az emlékére, a másikat Gorm fia, Kékfogú Harald állíttatta szülei emlékére, s amelyen önmagát úgy említi, mint „aki a dánokat kereszténnyé tette.” Ez a kő kiválik a többi közül díszítettségével: három oldalát faragták ki, szalagszerű minták között a megfeszített Krisztus mellett ott látható a híres jellingi oroszlán.
Világjáró Yngvar vállalkozásáról is a rúnakövekről szerezhetünk ismereteket, leginkább a vele távozott és soha vissza nem tért harcosok emlékére állított kövekről. A rúnavető mesterek önálló díszítési hagyományt alakítottak ki, amelyek egyik visszatérő motívuma a gonosz szellemek távoltartására szolgált. A kereszténység terjedésével egyre inkább nőtt azoknak a köveknek a száma, amelyek a hagyományos viking jelenetek helyett keresztény indíttatású jeleneteket ábrázoltak, mint a betlehemi csillag vagy a háromkirályok.

### Ékszerek és textilek

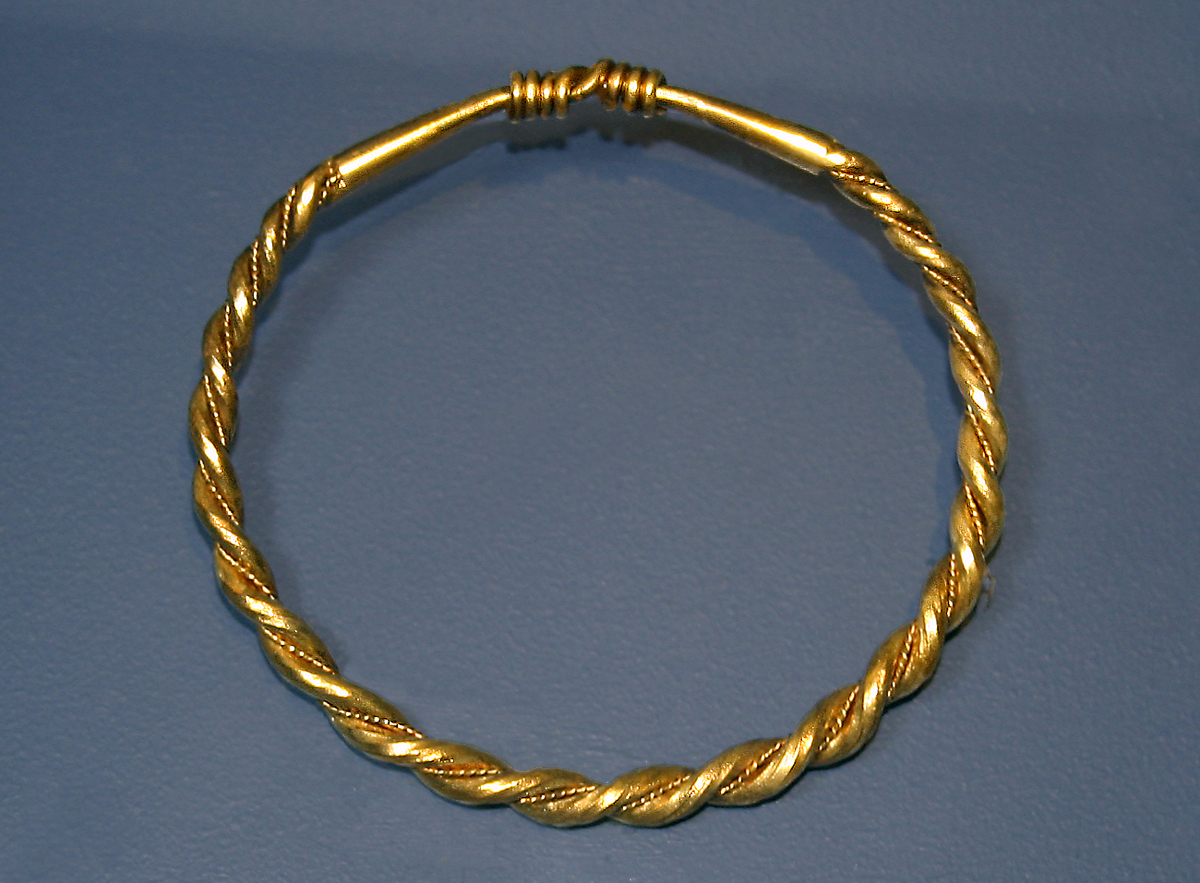
Csavart arany viking karperec

A vikingek, a nők és a férfiak egyaránt szerettek díszesen öltözködni. Mivel Róma „aranykora” után a vikingkorban az első számú értékmérő az ezüst lett, ékszereik is főleg ebből készültek. Míg a férfiak általában csak font vagy csavart karkötőt hordtak, az asszonyok több ékszert is viseltek. Előszeretettel használtak ruházatuk díszítésére melltűt, amelynek két formája terjedt el: a frank eredetű lóhere alakú és a skandináv eredetű teknőc alakú bross. A teknőc alakú melltűt a korai vikingkorban még egyszerű, jól kivehető minta díszítette, amely később egyre bonyolultabbá vált. A frank harcosok által a szíjvégek összefogására használt lóhere alakú, növényi motívumokkal díszített melltű a viking asszonyok ékszere lett, és a növényi díszítést lassan felváltotta az állatornamentika. A késői vikingkor jellegzetes ékszere volt a kör alakú kerek csat, amelyet szintén állatmotívumok díszítettek.
A skandináv arany- és ezüstművesek sokszor másolták a Karoling stílusú ékszereket, de azok kidolgozottságát és eleganciáját nem tudták elérni. Már a 900-as évek elején saját stílust alakítottak ki, és önálló műveket alkottak. Nehéz, ezüst karpereceiket mély bevésések vagy gombok, szegecsek díszítették, esetleg csavarmenet alakúak voltak bevésett díszítéssel. Később más típusok kerültek előtérbe: a csavart vagy fonott karperecek mellett megjelentek a hosszú, finoman megmunkált láncok és a külföldi hatásról árulkodó kerek, indás vagy spirális díszítményekkel ellátott melltűk. A vikingek ékszerei különböző kincsleletekben kerültek a felszínre. Elásásukra két magyarázatot találtak a kutatók: egyrészt mitológiait, miszerint ha valaki elás egy tárgyat, azt élvezni fogja a túlvilágon. Másrészt a kincseket a háborúk pusztításai elől próbálták ily módon elrejteni. Az ékszereket nem egyszer pénzérmékkel és fizetőeszközként szolgáló tört ezüsttel ásták el.

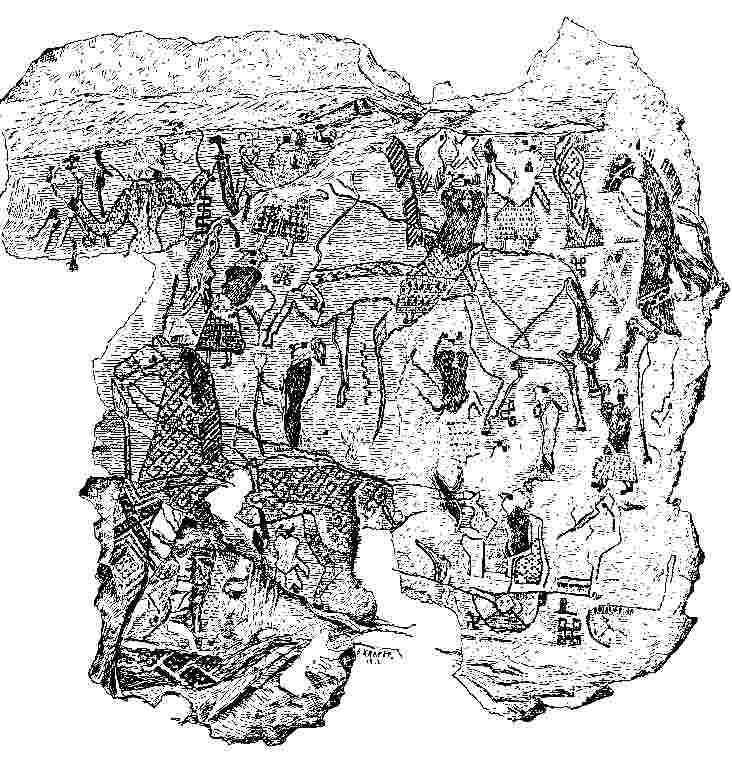
Az osebergi hajóban talált faliszőnyeg maradványa

A vikingek textilművészetével kapcsolatban a legjelentősebb régészeti lelet az osebergi hajóban talált összetekert faliszőnyeg, amelyet csak több évi óvatos munkával tudtak kibontani. Mint kiderült, egy húsz centiméter magas, több méter hosszú szőtt falikárpitról van szó, amely a hosszú, sötét ivócsarnok falát volt hivatott díszíteni. Keskenységét magyarázza az a tény, hogy közvetlenül az ivók feje fölé kellett felakasztani, hogy minden részlete látható legyen. Hímzett mitológiai és harci jelenetek díszítik, amelyek megismertetik a vikingek öltözködését, szárazföldi közlekedési eszközeit. Érdekes, hogy az alakok között nem találtak hajóábrázolást. A kárpit közeli rokona a svédországi Skog faluból származó, késő vikingkorban készült falikárpit és a bayeux-i faliszőnyeg.
A sírokban talált leletekből látszik, hogy a vikingek szerették a drága kelméket, amelyeket kereskedelem útján szereztek be. Ruházatukat finom hímzéssel díszítették, amely az előkelőeknél nem egyszer aranyfonállal készült. A viking harcos jellegzetes ruhadarabja volt a homlokán hordott, hímzéssel díszített gyapjú- vagy selyemszalag, amelyet „táblácskás” eljárással szőttek. Az osebergi hajóban találtak egy szalagszövésre alkalmas „szövőszéket” is 52 táblácskával.

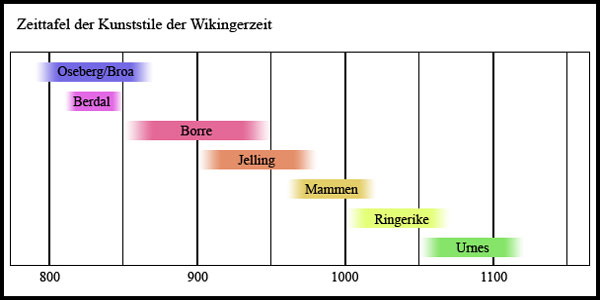
A skandináv állatművészet korszakai.

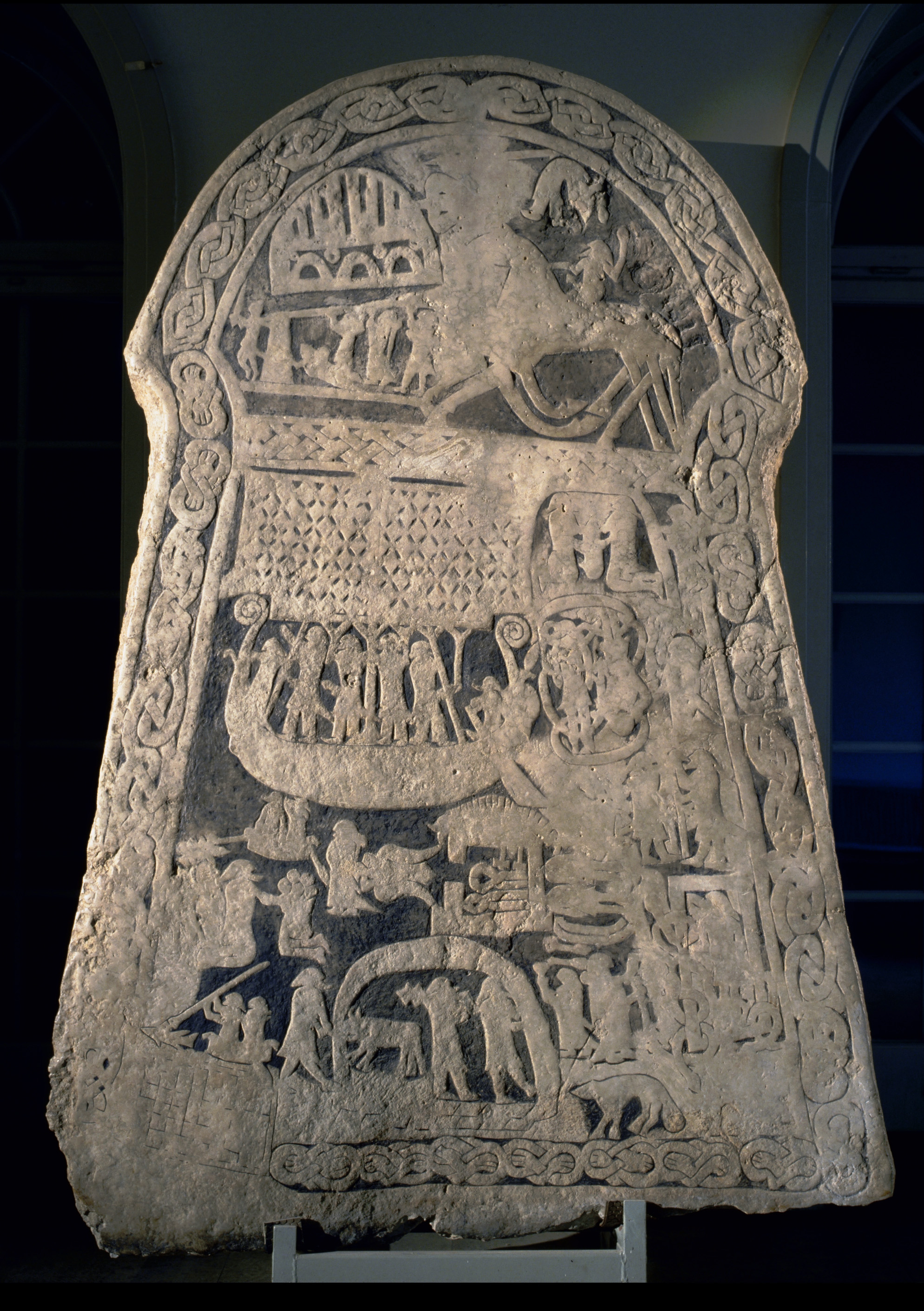
A rúnakövek a skandináv művészet becses jellemző emlékei.

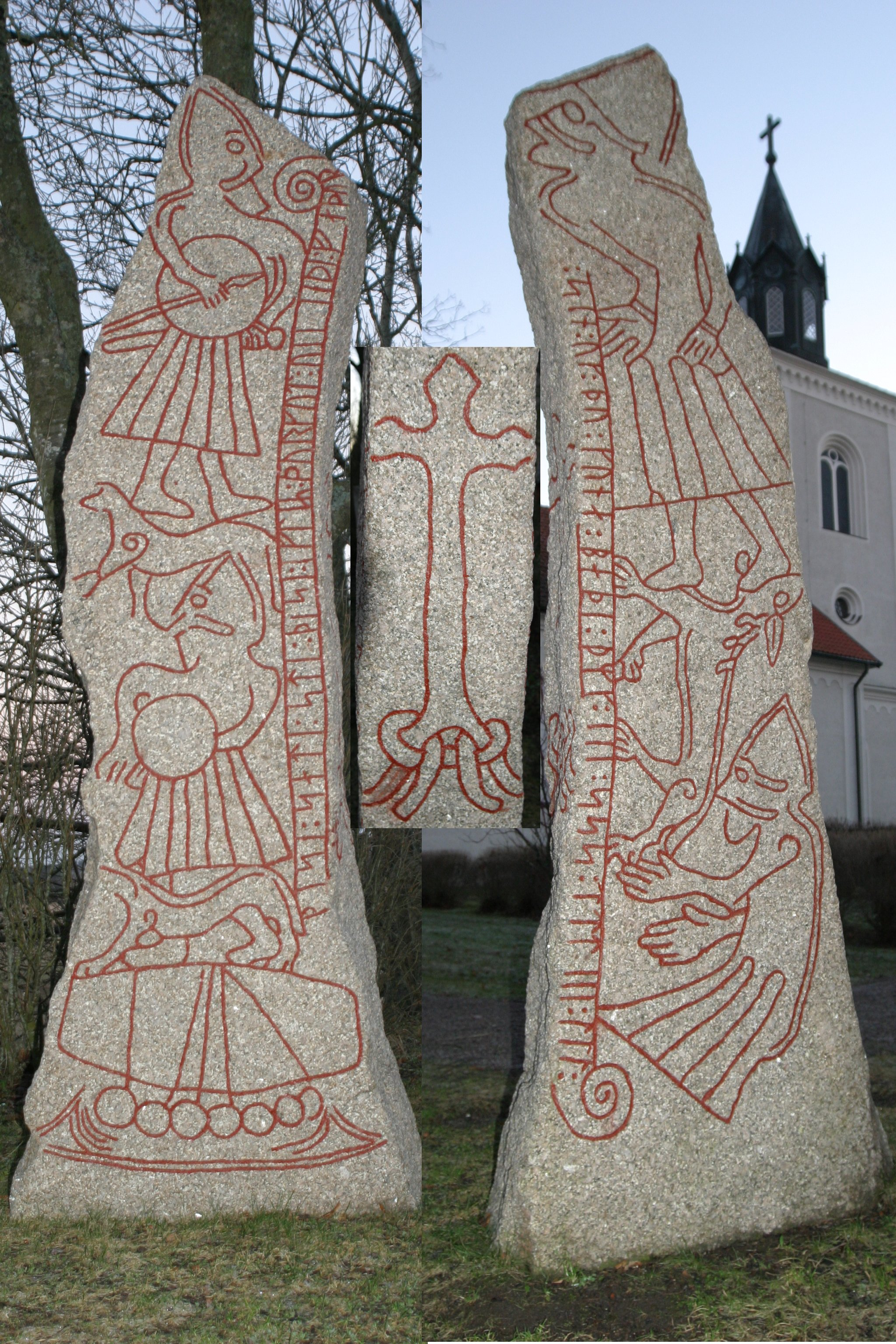
A ledbergi rúnakövek gazdag epikus rajzolatukkal emelkednek ki.

### A viking művészet korszakai
Az észak-európai viking művészetre 300 évig a stílusok finom változása volt a jellemző. A skandináv művészettörténészek fölosztották ezt a periódust a legjelentősebb alkotások megnevezésével. A legismertebbek a Jellingi kővel és az Urnes kapuval fémjelzett korszakok.

### Szkaldok és a szkaldikus költészet
A skandináv irodalom legrégibb, 9-10. századból származó, szájhagyomány útján fennmaradt emlékei a szkaldversek. A szkaldok eleinte dicsőítő verseket alkotó norvég, majd izlandi költők voltak, akik norvég, dán vagy angol királyi udvarokban éltek. Később a vikingek vagy az izlandi szabadparasztok köréből kerültek ki a szkaldok, akik bármely témáról tudtak verset faragni. A legkorábbról ismert szkald Öreg Bragi, aki a 9. század elején-közepén élt és alkotott. Költeményei oly kiforrottak, hogy feltételezhetően több nemzedéknyi hagyományokat folytatott. Ő és a 9-10. században élt társai alkották meg a klasszikus szkaldköltészet darabjait. A később élt szkaldok, köztük Snorri Sturluson az elődök szigorú stílusát tették oldottabbá és már a keresztény kultúrát képviselték. 
A szkaldköltészet bonyolult, szigorú szabályokkal megkötött irodalmi műfaj. A kétsoronkénti hármas alliteráció, a kötött szótagszám és a verssoron belüli rímek mellett festői metaforákat alkalmaztak, körülírásokat (kenningeket), amelyekkel megkerülték a dolgok nevén nevezését. Öreg Bragi egyik versében a hajók oldalán lévő pajzsok sorát, mint a ”tengerkirály fáinak levelei”-t írja le. Sok kutató párhuzamot von a szkaldok versei és a viking ornamentika között: mindkettő úgy helyezi el díszítményeit, alakjait, hogy azok csak hosszas vizsgálódás után állnak össze érthető egésszé.
A szkaldikus költészet fő műfaja a dicsvers volt, amely valamely előkelő, legtöbbször egy király dicső tetteit örökítette meg. A költő egyes szám első személyben szólt, és természetesen nem feledkezett meg támogatójának nagylelkűségét megemlíteni. Megkülönböztették a refrénes dicsverset (drápa) a refréntelentől (flokkr). Ezenkívül költöttek rövid alkalmi verseket is. A szkaldversek bonyolultságuk miatt szinte lefordíthatatlanok, hiszen a többszörösen összetett metaforák, kenningek, a szkald strófa feldúltságának érzékeltetése lehetetlen feladat elé állítja a fordítót.

### Edda-énekek és a Prózai Edda
Az Edda-énekek (Edda-dalok, Régibb Edda) a 9-13. században keletkezett egységes kompozíciókból álló versgyűjtemény, a középkori irodalom egyik főműve. A skandináv népek hitvilágát örökíti meg, s szól a népvándorlás koráról éppúgy, mint a vikingek koráról. 
A szkaldversektől eltérően az Edda-versek költői nem ismertek, de egy izlandi hagyomány a legendás hírű költőnek, Sæmundurnak tulajdonítja a szerzőséget. Az Edda-versek 36 költői műből és két prózai részből állnak. Költői a szkaldoknál egyszerűbb formát, kevesebb és egyszerűbb metaforát használtak, az előadásmód objektív, narratív. Nem dicsversek, hanem komoly vagy ironikus hangvételű epikus művek.

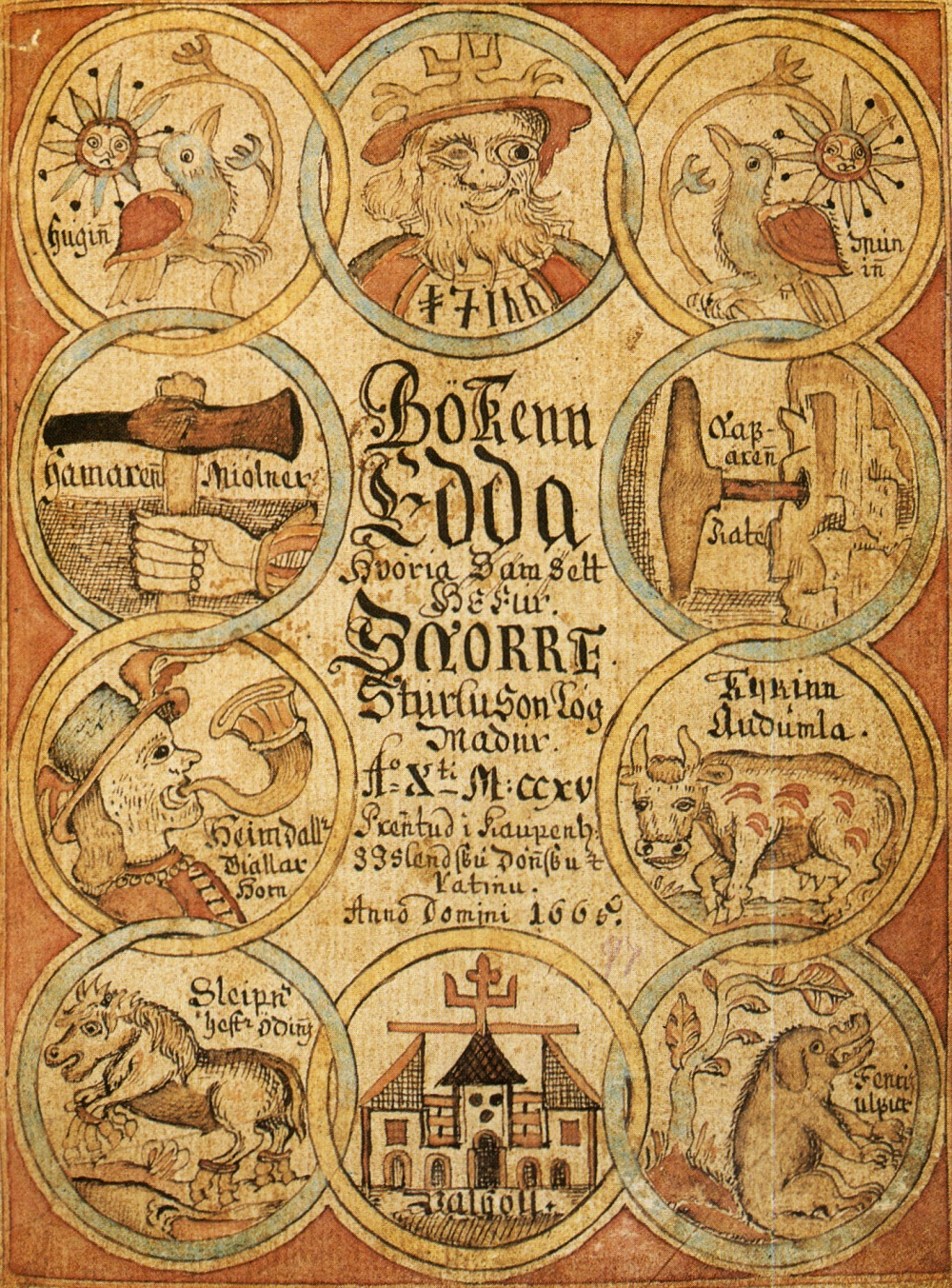
A Prózai Edda címlapja

Az Edda-dalok közül a legismertebbek az ősi mondakört éneklik meg. Szereplői számunkra a német hősmondákból és Richard Wagner operáiból ismertek, mint Sigurð-Siegfried vagy Brynhildr-Brünhilda. A versek közül az egyik legértékesebb és a vikingek hétköznapi életéről a legtöbbet árulja el a Hávamál vagy A Nagyságos szava. A Nagyságos itt Óðint, a főistent jelenti, és vers első része jó tanácsokat, bölcsességeket tartalmaz, amely összegzi a vikingkor emberének életvitelbeli, erkölcsi és viselkedésbeli szabályait. A másik széles körben legismertebb dal a Völuspá vagy A jósnő szava, egy istenek alkonyát előrevetítő apokaliptikus látomás a világvégéről, a ragnarökről, amelyből egy új, tisztább világ emelkedik fel. A Rígþula (Rígspula), a Ríg-vers Ríg isten vándorlásain keresztül a korabeli skandináv társadalom tagozódását mutatja be.
A Prózai Edda (Edda-eposz, Újabb Edda) Snorri Sturluson műve, aki 1220 körül a szkaldok költészettanát írta meg ebben a könyvében. Írásának egyik forrásműve az Edda-versek voltak, és 102 strófában mutatja be az izlandi verselés strófaformáit. Közben, hogy immár keresztény kortársaival is megértesse a versekben előforduló utalásokat, megismertesse az ősi mitológiát, azt egy elbeszéléssé szerkesztette Gylfaginning, Gylfi káprázata címmel. Ez az elbeszélés adja művének legismertebb részét. A másik két rész, a Háttatal (Versformák mustrája) és a Skálskaparmál (A költészetről) ma már nehezen érthető.
Snorri műve a Codex Regius Gks 2367 kódexben maradt fenn a királyi könyvtárban. A 17. század végén Koppenhágába vitték, csak 1986-ban került vissza Izlandra. Az Edda-verseket a Codex Regius Gks 2365 kódex őrizte meg. Ezt a könyvet 1662-ben III. Frigyes dán királynak ajándékozták, 1971-ben került vissza. Ma egy földalatti széfben őrzik, mint az izlandi nép múltjának legértékesebb emlékét.

### A vikingkor lejegyzett emlékei: a sagák

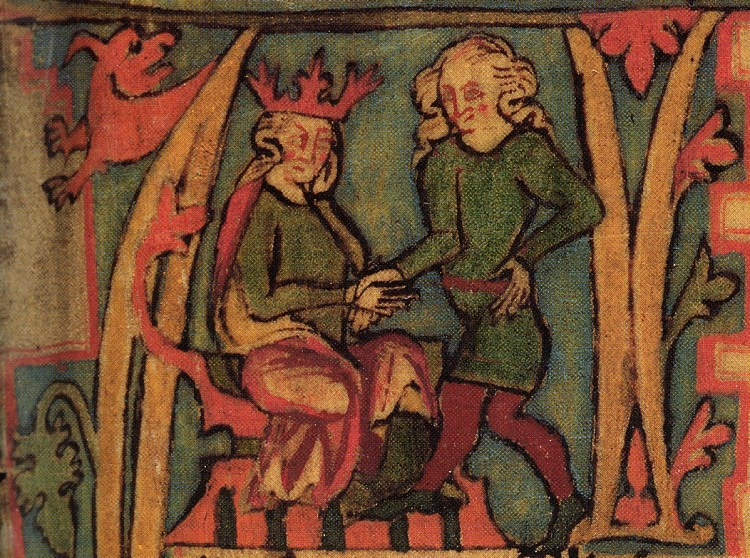
Egy 14. századi izlandi kézirat, a Flateyjarbók illusztrációja: I. Harald norvég király elfogadja a királyságot apja kezéből

A sagairodalom, az archaikus óizlandi nyelven írt prózairodalom a 12-14. században Izlandon keletkezett. Míg Európa más részein az írásbeliség elsősorban a királyi udvarokhoz, egyházi intézményekhez kötődött, addig Izlandon a szabad parasztok által létrehozott államalakulat keretein belül, az izlandi keresztény püspökök által létrehozott iskolákban nevelődtek azok az írók, akik anyanyelvükön lejegyezték az izlandiak emlékezetében élő történeteket. Abban a korban a norvég királyi udvarban is elsősorban izlandi költőket és történetírókat alkalmaztak, hiszen anyanyelvi írásbeliségük messze felülmúlta a norvégokét.
A saga eredetileg szájhagyomány alapján továbbélő történet volt, amelynek hosszúsága a rövid elbeszéléstől a regényhosszúságú prózáig terjedt, és a legkülönfélébb változatokban fordult elő. A sagák sokszínűségéből fakad, hogy nincs egységes sagastílus. Különböző csoportjait különböztetik meg. A legkorábbi időkből származnak a régi korok sagái, amelyek a mitikus időkig nyúlnak vissza. A királysagák a norvég és dán királyok tetteit örökítik meg. A nemzetségsagák a leginkább kiforrottak, a legnagyobb számban fordulnak elő. A püspöksagák az izlandi egyház korai történetét mesélik el. A Sturlunga saga Izland küzdelmét örökíti meg, amelyet a norvég hódító törekvések ellen vívott. A lovagsagákhoz tartoznak a francia udvari költészet fordításai és a mintájukra készült eredeti művek. Tágabb értelemben a sagákhoz sorolják a latin nyelvű, krónika stílusú norvég történeti műveket, és a művészi igényű izlandi történetírást is.

#### Sagák a vikingek koráról
- Eiríks saga rauða: Vörös Erik sagája, Grönland felfedezésének története és Leif Eriksson utazása Vinlandra.
- 14. század vége: Grœnlendinga saga; A grönlandiak sagája, Észak-Amerika felfedezésének története, Vörös Erik fiainak, Leifnek, Thorvaldnak és Thorsteinnek, valamint lányának, Freydísnek az utazása.
- 1387-1394: Flateyjarbók: tartalmazza a norvégok Feröeren való letelepedésének történetét. Egy izlandi nagygazda írta éveken keresztül a hosszú téli estéken.
- 1130: Ari Þorgilsson: Íslendingabók (Az izlandiak könyve): Izland 870 és 1120 közötti történelméről.
- 1200 után: Landnámabók (A honfoglalás könyve): az izlandi letelepedés története, a letelepedők eredete, földbirtokaik stb. A legfontosabb forrás Izland korai történelméről.
- 1230 körül: Snorri Sturlson: Heimskringla (Földkerekség): a norvég királyok története a mitikus időktől 1177-ig.
- 13. század: Brennu-Njáls saga (A felperzselt tanya): az izlandi kereszténység felvételének szerteágazó története.

## Lásd még
- viking történelem
- óészaki irodalom
- saga